# Villeperdue
Villeperdue är en kommun i departementet Indre-et-Loire i regionen Centre-Val de Loire i de centrala delarna av Frankrike. Kommunen ligger i kantonen Montbazon som tillhör arrondissementet Tours. År 2022 hade Villeperdue 1 110 invånare.

## Befolkningsutveckling
Antalet invånare i kommunen Villeperdue
Referens:INSEE